# Laureles
Laureles è un centro abitato del Paraguay, nel dipartimento di Ñeembucú, di cui forma uno dei 16 distretti.

## Popolazione
Al censimento del 2002 la località contava una popolazione urbana di 674 abitanti (3.241 nel distretto).

## Caratteristiche
Laureles fu fondata nel 1790 dal colonnello Joaquín Alós y Bru a pochi chilometri di distanza dal fiume Paraná; nel centro abitato si trovano ancora edifici risalenti a tale epoca, compresa la chiesa, di stile francescano, costruita lo stesso anno della fondazione.
Annualmente si svolge nel centro abitato la Fiesta de la Tradición y el folklore (Festa della tradizione e del folclore), nella quale allevatori provenienti da tutto il paese danno diverse dimostrazioni di abilità e di destrezza.

## Economia
L'attività principale del luogo è l'allevamento; l'agricoltura ha un ruolo marginale all'interno dell'economia del distretto.

## Infrastrutture e trasporti
Laureles è raggiungibile solamente attraverso strade sterrate provenendo da Pilar o da San Ignacio, nel dipartimento di Misiones.